# Formica capito
Formica capito är en myrart som beskrevs av Oswald Heer 1867. Formica capito ingår i släktet Formica och familjen myror. Inga underarter finns listade i Catalogue of Life.